# RailTex
 (janvier 2022).
Si vous disposez d'ouvrages ou d'articles de référence ou si vous connaissez des sites web de qualité traitant du thème abordé ici, merci de compléter l'article en donnant les références utiles à sa vérifiabilité et en les liant à la section « Notes et références ».
RailTex était une compagnie holding de transport qui se spécialisa dans la détention et l'exploitation de petites compagnies de chemin de fer à travers l'Amérique du Nord.
Localisée à San Antonio, au Texas, la compagnie publique rachetait aux chemin de fer américain de classe I leurs lignes déficitaires, pour leurs redonner une viabilité. 
La compagnie fut vendue le 4 février 2000, et fusionnée dans RailAmerica.